# Križ (Zagrebačka županija)
Križ je naseljeno mjesto i istoimena općina u Republici Hrvatskoj. Nalazi se u Zagrebačkoj županiji.

## Zemljopis
Općina Križ nalazi se u Zagrebačkoj županiji. Nalazi se 40-ak kilometara jugoistočno od Zagreba. Zemljopisno spada u posavsko-zapadnomoslavačko zemljopisno područje. Kroz općinu prolazi pruga Zagreb – Vinkovci i autocesta A3 Zagreb – Lipovac. Općina se sastoji od 16 naselja na 118 km² površine.

## Stanovništvo
Po popisu stanovništva iz 2001. godine, općina Križ imala je 7406 stanovnika, raspoređenih u 16 naselja:
- Bunjani – 672
- Donji Prnjarovec – 66
- Gornji Prnjarovec – 343
- Johovec – 141
- Konšćani – 202
- Križ – 1905
- Mala Hrastilnica – 93
- Novoselec – 1520
- Obedišće – 684
- Okešinec – 430
- Razljev – 139
- Rečica Kriška – 344
- Širinec – 263
- Šušnjari – 140
- Velika Hrastilnica – 184
- Vezišće – 280

| broj stanovnika | 3765  | 3434  | 3566  | 3953  | 4879  | 5345  | 5693  | 6881  | 7770  | 8098  | 8348  | 7696  | 7377  | 7327  | 7406  | 6963  | 6098  |
|                 | 1857. | 1869. | 1880. | 1890. | 1900. | 1910. | 1921. | 1931. | 1948. | 1953. | 1961. | 1971. | 1981. | 1991. | 2001. | 2011. | 2021. |

| broj stanovnika | 479   | 528   | 645   | 702   | 882   | 1005  | 1001  | 1078  | 1286  | 1343  | 1440  | 1517  | 1655  | 1770  | 1905  | 1821  | 1604  |
|                 | 1857. | 1869. | 1880. | 1890. | 1900. | 1910. | 1921. | 1931. | 1948. | 1953. | 1961. | 1971. | 1981. | 1991. | 2001. | 2011. | 2021. |

## Uprava
Općinsko vijeće Općine Križ ima 15 članova. Predsjednik Vijeća je Zlatko Hrastić. Izvršnu vlast u Općini izvršava peteročlano Općinsko poglavarstvo na čelu s predsjednikom Poglavarstva, koji je ujedno i načelnik Općine. Aktualni načelnik je Marko Magdić. Općina ima i četiri upravna tijela (Upravni odjel za samoupravu i upravu, za financije i računovodstvene poslove, za prostorno uređenje, stambeno-komunalne poslove, graditeljstvo i zaštitu okolišta te za društvene djelatnosti), koja pomažu u radu općinske uprave. Još niti jedna lokalna vlast od osnutka općine Križ nije opstala cijeli mandat.
Općini Križ administrativno pripadaju 16 naselja (Bunjani, Donji Prnjarovec, Gornji Prnjarovec, Johovec, Konšćani, Križ, Mala Hrastilnica, Novoselec, Obedišće, Okešinec, Razljev, Rečica Kriška, Širinec, Šušnjari, Velika Hrastilnica, Vezišće), a administrativno sjedište Općine je istoimeno naselje Križ.
Dan Općine obilježava se 14. rujna na dan Uzvišenja svetog Križa.
Za područje Općine mjesno je nadležan Općinski sud u Ivanić-Gradu, a žalbena instanca je Županijski sud u Velikoj Gorici. Za prekršaje nadležan je Prekršajni sud u Ivanić-Gradu, dok je za trgovačke sporove nadležan Trgovački sud u Zagrebu.

## Povijest
Križ je dobio ime po najznačajnijem sakralnom objektu – crkvi Uzvišenja svetoga Križa. Indirektno se mjesto prvi puta spominje 1334. godine u popisu župa Zagrebačke biskupije. 
U vrijeme Vojne krajine, u 15. stoljeću, mjesto tada nazivano Vojni Križ postaje središte općine. U analima iz 1577. godine "Kaštel Križ" je opisan kao manja utvrda na rubu Vojne krajine s oko 50 hrvatskih vojnika-plaćenika koja nije okupirana od Osmanlija. Ukidanjem Vojne krajine uskoro se mijenja i status Vojnog Križa, pa on 1873. godine dolazi pod bansku vlast i postaje sjedište Kriške podžupanije u Bjelovarskoj županiji. Nakon Drugog svjetskog rata mjesto gubi naziv "Vojni", te se naziva Križ. Povijest Križa je usko vezana s Ivanić-Gradom i s Kloštar Ivanićem. Valja napomenuti i kako još neistraženo antičko arheološko nalazište iz 2. stoljeća n. Kr. Sipćine kod Okešinca svjedoči o ranijoj naseljenosti ovoga prostora.

## Gospodarstvo
Proračun općine Križ je u prošloj godini bio oko 58 mil. kuna.
Najznačajniji su gospodarski subjekti drvna industrija "DIN Novoselec" i distribucijsko poduzeće Hrvatske elektroprivrede "Elektra Križ". Od nedavno u industrijskoj zoni posluje i AAG koji zapošljava veći broj ljudi. Nekad je jedna od značajnijih industrija bila i "Križanka" Križ – tekstilna industrija – koja je nažalost, nakon kupnje od strane jedne talijanske tvrtke, propala i ostavila mnoge bez posla. 
U tijeku je izgradnja prometnog čvora Križ i poduzetničke zone, što bi trebalo pridonijeti boljoj prometnoj povezanosti i razvoju Križa, ali i susjednih općina.

## Poznate osobe
- Milka Trnina, svjetski poznata operna pjevačica, rođena je u Vezišću u općini Križ
- Juraj Tomac
- Vladimir Žerjavić
- Josip Badalić
- Josip Frank

## Spomenici i znamenitosti
- *Crkva Uzvišenja sv. Križa

Crkva Uzvišenja sv. Križa jednobrodna je, barokizirana građevina, a spada među najbolje očuvane srednjovjekovne objekte srednje Hrvatske i spomenik je nulte kategorije. Staroj je crkvi 1714. godine u požaru izgorio glavni oltar, pa je 1720. godine postavljen novi oltar s vrijednim drvenim skulpturama – jedan od najreprezentativnijih u cijeloj sjevernoj Hrvatskoj. Posebna vrijednost crkve su također i dva bočna oltara, sv. Roka i Antuna Padovanskoga, koji se spominju oko 1761. godine. U crkvi se nalaze i vrijedni zlatarski predmeti iz 18. i 19. stoljeća. Oko crkve je obnovljen stoljetni park, uređen 1894. godine po pravilima engleske parkovne arhitekture. Jedna od teorija o nastanku crkve Uzvišenja svetog Križa povezuje se s templarima koji su prolazili ovim područjima i na njima imali svoje posjede, čemu donekle idu u prilog pronađeni ostatci konstrukcije ispod crkvenog tornja.
- Kapelica sv. Barbare na mjesnom groblju
- Kapela sv. Vida u Novoselcu
- Spomen dom Josipa Badalića
- Spomen kuća rođenja operne pjevačice Milke Trnine u Vezišću
- Arheološko nalazište Sipćine kod Okešinca

## Obrazovanje
Križ ima crkvenu školu od 17. stoljeća. Godine 1790. otvorena je i opća pučka škola, a prva školska zgrada podignuta je 1860. godine. Narodna čitaonica i knjižnica počinje raditi 1884. godine.
Danas u Križu djeluju osnovna škola "Milka Trnina" i podružnica opće gimnazije "Ivan Švear" iz Ivanić-Grada.

## Kultura
Kulturni događaji:
U općini Križ održava se više tradicionalnih kulturno-umjetničkih i zabavnih događanja. Od važnijih valja spomenuti Lipanjske susrete Milke Trnine u Vezišću, te prosinačke zimske glazbene svečanosti povodom njezina rođenja. U prosincu se u Križu održava i Božićni koncert, te Dani Josipa Badalića. U veljači se održava tradicionalni Okešinečki fašnik koji ima pedesetjednogodišnju tradiciju.
Kulturno umjetnička društva:
- KUD Graničar Križ
- Društvo "Naša djeca" (DND)
- Amatersko kazalište "Josip Badalić"
- Limena glazba DVD-a Križ

Društva tehničke kulture:
- RIKK – Robotičko-informatički klub Križ
- CB Klub Križ
- Foto Video Klub "35mm", Križ

## Šport
U Sportskom parku Križ postoje tereni za igranje rukometa, nogometa, košarke i tenisa. Teniski se tereni nalaze i na Kovačkom polju Novoselec, a na Dundinom brijegu u Šušnjarima se nalazi staza za motokross. 
Sportske udruge:
- Ženski rukometni klub "Trnina" Križ
- NK Sloga Novoselec-Križ
- NK "Graničar" Križ
- NK Mladost Obedišće
- NK Jedinstvo Rečica
- NK Milka Trnina Vezišće
- STK "Sloga" Novoselec-Križ
- Športski učenički klub OŠ Milke Trnine u Križu
- Rukometni klub "Sloga" Novoselec-Križ
- ŠRU Šaran Križ
- Akrobatski Rock 'N' Roll klub "Mega Rock" Križ
- Izviđački odred "Siniša Pavković"

## Zanimljivosti
Općina Vojni Križ je već 1929. godine dobila javnu rasvjetu, a sljedeće 1930. godine električnu energiju su mogla koristiti i manja domaćinstva na području tadašnjeg Vojnog Križa.

## Vanjske poveznice
- Službene stranice Općine Križ
- Stranice župe Sv. Križa  Arhivirana inačica izvorne stranice od 6. svibnja 2009. (Wayback Machine)
- Križ na stranicama Turističke zajednice Zagrebačke županije